# 韋述
韋述（？—？），京兆人，唐朝史學家。

## 生平
司农卿韋弘機的曾孫，父韋景駿，在景龍中任肥鄉令，家有書二千卷，韋述幼時即閱畢群書，「黃墨精謹，內秘書不逮也。」他如入京考進士時年紀還小，身材不高。考功郎宋之問說：“韋學士童年有何事業？”韋述對曰：“性好著書。”宋之問說：“本求異才，果得遷、固。”是岁登科。
開元三年，玄宗詔左散骑常侍褚无量、秘書監馬懷素整理内库书籍，于丽正殿編四部次圖書。懷素乃奏用元行冲、齐浣、王珣、吴兢、殷践猷、王惬、韋述、余钦、毋煚、刘彦真、王湾、刘仲等二十六人，同於秘閣詳錄四部書，五年始成《群书四部录》二百卷。
韋述好譜學，撰有《开元谱》二十卷。张说引他任集贤院直学士、起居舍人，与张九龄、许景先、袁晖、赵冬曦、孙逖、王幹等文人经常在张说相府中聚会谈论文学。赵冬曦兄弟六人，与韦述弟韦迪、韦逌、韦迥、韦起、韦巡六人，两家都是六人词学登科，张说赞叹说：“赵、韦昆季，今之杞梓也。”
历任屯田员外郎、职方吏部二郎中、左右庶子、累迁尚书工部侍郎，封方城县侯。韋述在書府四十年，任史職二十年。補遺續缺。勒成《国史》一百一十二卷，事简记详。萧颖士將他比作谯周、陈寿之流。他家中聚书二万卷，其中有朝臣画像、历代知名人画像、魏晋已来草书、隶书真迹数百卷，古碑、古器、药方、格式、钱谱、玺谱之类，当代的名公尺題，无不毕备。安史之亂時，韦述抱着《国史》藏于南山，但家中收藏的图书、家产，全被敌军焚烧掠夺一空，韦述最终也陷身敌手，被任命为伪官。唐肃宗至德二年，唐朝收复两京，曾任伪官的韦述被论罪，判流放至渝州，为刺史薛舒刁难侮辱，不食而卒。其著有《唐职仪》三十卷、《高宗实录》三十卷、《御史台记》十卷、《兩京新記》五卷，流行于当时。

## 家族
- 曾祖：韦弘机，司农卿
- 祖，韦馀庆
- 父：韋景駿，房州刺史
- 母：裴氏，侍中裴耀卿之妹
- 子：韦州平，水部郎中
- 子：韦都宾，太常博士

## 延伸阅读
[在维基数据编辑]
 在维基文库阅读此作者作品
 《舊唐書/卷102》，出自刘昫《舊唐書》
 《新唐書·卷132》，出自《新唐書》